# Steindammer Tor

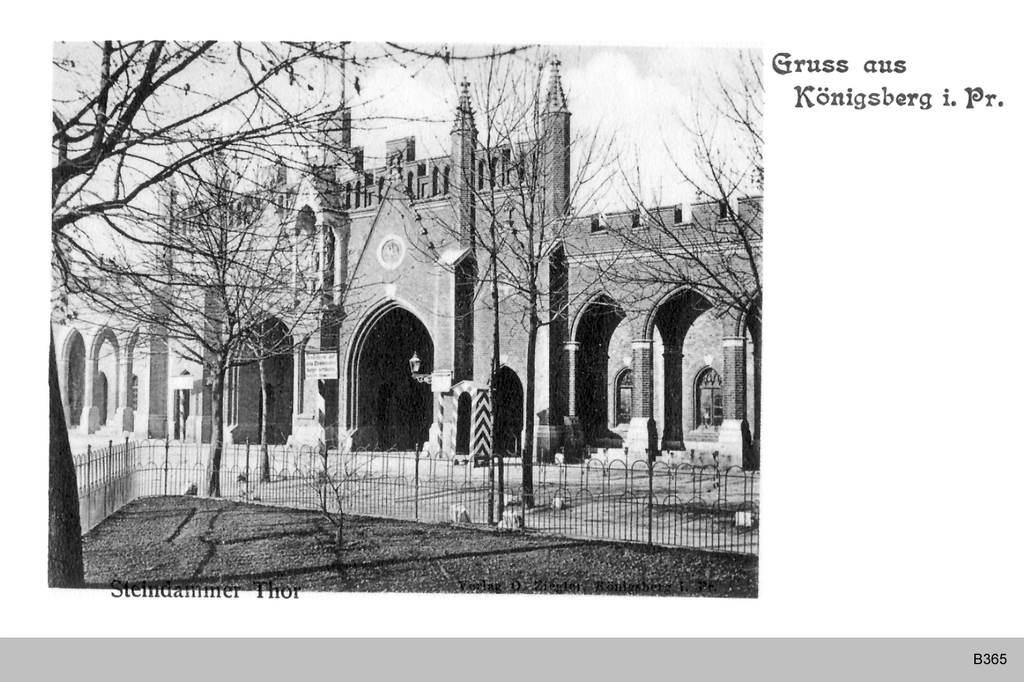
Stadtseite

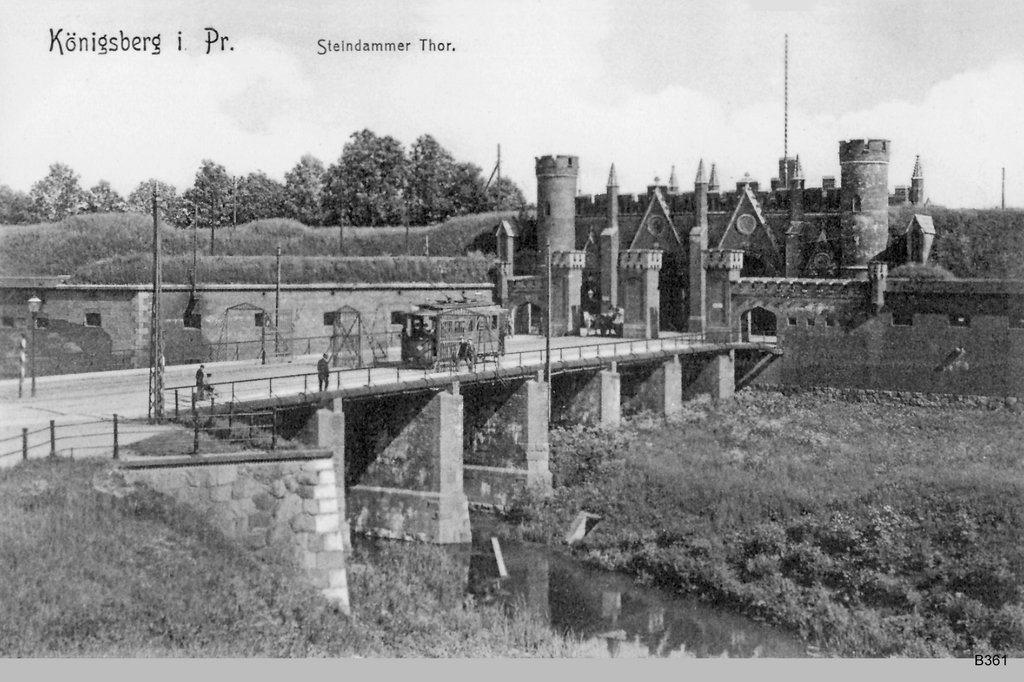
Landseite

Das Steindammer Tor war ein Stadttor auf dem Steindamm, der Straße von Königsberg nach Pillau. 

## Geschichte
Schon im Mittelalter gab es ein Steindammsches Tor am Schlossgraben. Im Zuge des Stadtwachstums wurde es 1630 als Steindammsches Wallentor am Ende des Steindammes errichtet. Es ist das einzige Stadttor der Fortifikationsbauten Königsberg, das bereits 1912 abgebrochen wurde. Nach Abbruch des Pillauer Bahnhofs  stand es dem Neubau des Nordbahnhofs mit dem Hansaplatz im Wege. Dieses Tor hatte zwei Durchfahrten und zwei Fußgängertore. An der Innenseite befand sich eine Statue von Friedrich Wilhelm IV. Sie schaute zum Trommelplatz zwischen Steindammer Wall und Wallring, einem der wenigen größeren Plätze innerhalb der Umwallung.
An der Südseite des Trommelplatzes lag die Kaserne vom Infanterie-Regiment „Herzog Karl von Mecklenburg-Strelitz“ (6. Ostpreußisches) Nr. 43. Die Statue wurde später ins Festungsmuseum verbracht. Im Jahre 1820 wurden die vor dem Steindammer Tor liegenden und zur Altstädtischen Kirche St. Nikolaus gehörenden Örtlichkeiten ausgewiesen: Vorderhufen mit dem Gasthaus Legan, Mittelhufen mit dem Gut Luisenwahl und den Gasthäusern Conradshof und Carlsruhe, das Gut Ziegelhof, das Gasthaus Sprechan, die Kosse und die Neue Bleiche.